# Ķīpsala
Ķīpsala [ˈciːpsala] (älter auch Žagarsala, deutsch Kiepenholm oder Schaggersall) ist eine Insel am linken Ufer der Daugava in Riga, die über eine große Drahtseilbrücke mit der Altstadt und dem Stadtzentrum verbunden ist. Ķīpsala wird vom restlichen Riga getrennt durch die Daugava im Osten, den Roņu dīķis im Norden, durch einen Sund im Westen und durch die Āgenskalns-Bucht im Süden.
Die Insel hat eine Fläche von ca. 1,975 km² und wird von 817 Menschen (Stand 2008) bewohnt. Neben historischen Wohnstraßen wie der Ķīpsalas iela gibt es auf der Insel auch Gewerbeflächen, ein Messezentrum und zwei innerstädtische Campingplätze.
Ķīpsala ist in den letzten Jahren zunehmend zu einem Prestige-Wohnviertel in Riga geworden und beherbergt zwischen verfallenen ursprünglichen Gebäuden die Wohnsitze von wohlhabenden Einwohnern wie Botschaftern und Managern.